# دی‌لاکلیما
دی‌لاکلیما (انگلیسی: DeLclima) شرکت مهندسی ایتالیایی است، که در سال ۲۰۱۲ تأسیس شد.